# IWI Negev
A IWI Negev (também conhecida como Negev NG-5) é uma metralhadora leve de 5,56×45mm NATO desenvolvida pela Israel Weapon Industries (IWI), anteriormente Israel Military Industries Ltd. (IMI).
Em 2012, a IWI introduziu a metralhadora de uso geral Negev NG-7 de 7,62×51mm NATO e é usada pelas Forças de Defesa de Israel (principalmente na infantaria, engenharia de combate e unidades de forças especiais). O NG significa Next Generation.

## Desenvolvimento
A Negev começou a ser desenvolvida em 1985 pela Israel Military Industries (hoje Israel Weapon Industries) para substituir o então em serviço Galil ARM. A Negev entrou em serviço com as Forças de Defesa de Israel (IDF) em 1997, após extensos testes conduzidos pelo Corpo de Artilharia das IDF. O nome da Negev é uma homenagem ao Deserto de Neguev, no sul de Israel.

## Projeto
A Negev é uma metralhadora operada a gás, resfriada a ar, com ferrolho aberto e fogo seletivo, com ferrolho rotativo. A Negev utiliza um sistema de pistão a gás de curso longo que corre sob o cano e é conectado diretamente ao suporte do ferrolho. O sistema de gás vem com um regulador de gás de três posições para uso com diferentes tipos e condições de alimentação. O projeto foi projetado para ser confiável, especialmente em condições adversas. Foi oficialmente adotada pelas Forças de Defesa de Israel (IDF) em 1997.

## Variantes

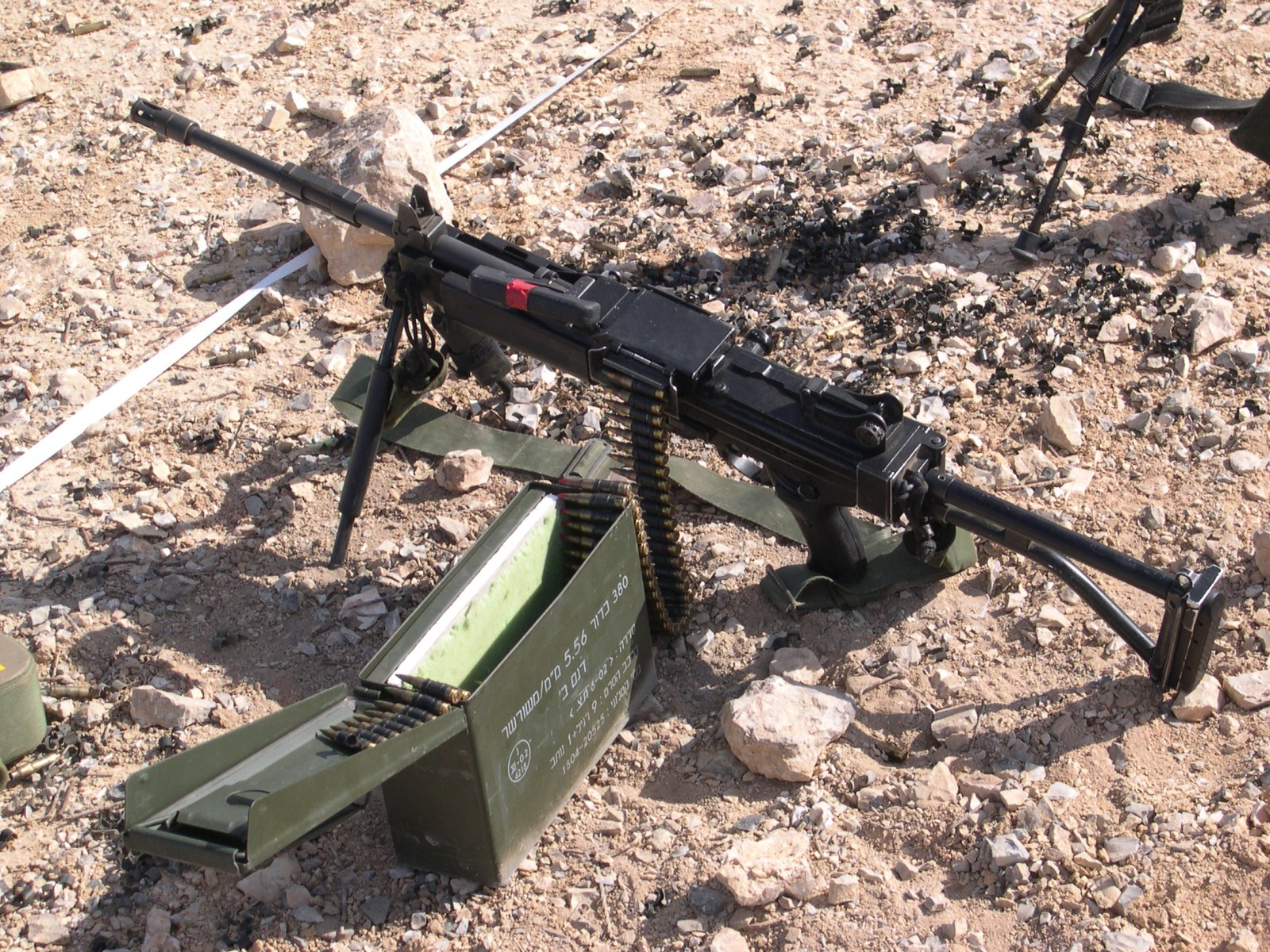
Negev NG-5 alimentada por fita de munição

### Negev NG-5
- Negev NG-5: é uma metralhadora leve que usa o cartucho 5,56×45mm NATO. Tem um comprimento de cano de 460 mm e dois modos de operação; semiautomático para fogo controlado preciso e rápido, e automático para poder de fogo máximo.[9]
- Negev NG-5 SF: é uma variante compacta da Negev NG-5. Ela usa um cano mais curto e é equipada principalmente com uma "empunhadura de assalto".[10] Seu cano tem um comprimento de 330 mm.[11][9]

### Negev NG-7
- Negev NG-7: é uma metralhadora de uso geral que usa o cartucho 7,62×51mm NATO. Tem um comprimento de cano de 508 mm e dois modos de operação; semiautomático para fogo controlado preciso e rápido, e automático para poder de fogo máximo.[9]
- Negev NG-7 SF: é uma variante compacta da Negev NG-7. Ela usa um cano mais curto e é equipada principalmente com uma "empunhadura de assalto".[10] Seu cano tem um comprimento de 420 mm.[9]

## Usuários
- Azerbaijão[12]
- Brasil: Usada pela Polícia Militar do Estado de São Paulo,[13] Polícia Militar do Estado do Amazonas[14][15]
- Camarões: Usada pelo Batalhão de Intervenção Rápida[16]
- Colômbia[1]
- Costa Rica[1]
- Chipre: Usada por infantaria mecanizada e paraquedistas.[17]
- República Democrática do Congo: Usada por unidades da Guarda Presidencial em 2010.[18]
- Guiné Equatorial[18]
- Estônia[1][19]
- Geórgia[20] Desde maio de 2010, metralhadora leve padrão do GAF. Usada intensamente por unidades georgianas no Afeganistão.[21]
- Índia: Variante 5,56 servindo como metralhadora leve padrão para as Forças Especiais. Um pedido de 16.479 NG-7 foi feito em março de 2020 para substituir todas as metralhadoras leves INSAS presentes no Exército Indiano,[22] que foram posteriormente entregues em fevereiro de 2021.[23]
- Israel: A Negev foi adotada pelas Forças de Defesa de Israel em 1997[1][24] e a Negev NG-7 foi adotada em 2012.[25]
- Costa do Marfim:[16]
- Quênia: Kenya Defense Forces[26]
- México: Polícia Federal Preventiva[27]
- Macedônia do Norte:[28]Forças especiais da polícia
- Paraguai: Exército Paraguaio.[29]
- Filipinas: Polícia Nacional Filipina[30] Guarda Costeira Filipina
- Senegal: Usada por forças especiais e comandos.[16]
- Tanzânia: Usada pelas forças especiais da Tanzânia.[16]
- Tailândia: Comprou 1.000 metralhadoras em 2007 e outras 550 em 2008.[31]
- Vietnã: Em serviço com as Forças Navais Especiais.[32]
- Ucrânia: Conhecida como Fort-401.[11]